# Boulder Flats
Boulder Flats és una concentració de població designada pel cens dels Estats Units a l'estat de Wyoming. Segons el cens del 2000 tenia 381 habitants.

## Demografia
Segons el cens del 2000, Boulder Flats tenia 381 habitants, 122 habitatges, i 93 famílies. La densitat de població era de 8,1 habitants/km².
Dels 122 habitatges en un 35,2% hi vivien nens de menys de 18 anys, en un 49,2% hi vivien parelles casades, en un 22,1% dones solteres, i en un 23% no eren unitats familiars. En el 18,9% dels habitatges hi vivien persones soles el 4,1% de les quals corresponia a persones de 65 anys o més que vivien soles. El nombre mitjà de persones vivint en cada habitatge era de 3,12 i el nombre mitjà de persones que vivien en cada família era de 3,59.
Per edats la població es repartia de la següent manera: un 35,7% tenia menys de 18 anys, un 9,7% entre 18 i 24, un 25,5% entre 25 i 44, un 23,6% de 45 a 60 i un 5,5% 65 anys o més.
L'edat mediana era de 28 anys. Per cada 100 dones de 18 o més anys hi havia 82,8 homes.
La renda mediana per habitatge era de 33.542 $ i la renda mediana per família de 34.519 $. Els homes tenien una renda mediana de 24.375 $ mentre que les dones 23.125 $. La renda per capita de la població era de 13.888 $. Entorn del 18,3% de les famílies i el 23% de la població estaven per davall del llindar de pobresa.

## Poblacions més properes
El següent diagrama mostra les poblacions més properes.